# Илащук, Василий Степанович
Василий Степанович Илащук (род. 20 июля 1963 года, Черновцы) — Народный артист Украины (2007). Исполняющий обязанности президента и президент Национальной телекомпании Украины (февраль 2008 — март 2010).

## Биография
Образование:
- Черновицкий государственный университет им. Ю. Федьковича, филологический факультет (1984—1990)[1], «Русский язык и литература»;
- (заочно) Московский университет народного искусства (1985—1989), «Графика».

С сентября 1968 по июль 1981 — ученик ГПТУ, г. Черновцы.
С июля по октябрь 1981 — столяр на Черновицком мебельном комбинате.
С ноября 1981 по октябрь 1983 — служба в армии.
С декабря 1983 по февраль 1992 — диктор Комитета по телевидению и радиовещанию исполкома Черновицкого облсовета.
С февраля 1992 по май 1995 — диктор Черновицкого объединения телевидения и радиовещания.
1992—1998 — собкор украинской телепрограммы, ТВ Канады (Toronto. CFMT — TV).
С июня 1995 по сентябрь 1997 — диктор Черновицкой областной государственной телерадиокомпании.
С сентября 1997 по январь 2008 — ведущий информационных и тематических программ (в том числе «Новостей») Первого национального канала Украины, диктор Национальной телекомпании Украины.
С 17 января по 22 февраля 2008 — советник Президента Украины Виктора Ющенко.
С 21 февраля по 16 декабря 2008 — исполняющий обязанности президента НТКУ.
29 мая 2008 года Илащук, будучи и.о. главы НТКУ, публично заявил о подтасовке результатов голосования за конкурсантов от России и Украины на конкурсе песни Евровидение-2008.
С 16 декабря 2008 по 17 марта 2010 — президент НТКУ.
В марте 2010 года после того, как президентом стал Виктор Янукович, подал в отставку вместе со своими вице-президентами.

## Награды, отличия
- Заслуженный артист Украины (1998)[11],
- Народный артист Украины (2007)[12]
- Медаль «На славу Черновцов»

## Ссылка
- Любовь ХАЗАН. «Бульвар Гордона», № 47 (239) 24 ноября, 2009.